# Christian Autexier
Christian Autexier (* 24. Februar 1944 in Poitiers; † 10. Dezember 2011) war ein französischer Jurist.

## Leben
Er promovierte 1972 in Paris und war von 1969 bis 1974 wissenschaftlicher Mitarbeiter am Centre d'Etudes Juridiques Françaises in Saarbrücken. Er lehrte von 1984 bis 2009 an der Rechts- und Wirtschaftswissenschaftlichen Fakultät der Universität des Saarlandes als ordentlicher Professor für Französisches Öffentliches Recht und Direktor des Centre Juridique Franco-Allemand.

## Schriften (Auswahl)
- L' administration de l'enseignement en République Fédérale d'Allemagne. Etude de science administrative comparée. Paris 1975, ISBN 2-275-01341-5.
- Introduction au droit public allemand. Paris 1997, ISBN 2-13-048843-9.
- mit Hans Jürgen Sonnenberger: Einführung in das französische Recht. Darmstadt 2000, ISBN 3-8005-1238-6.
- Hg.: L' animal et le droit. Actes du Colloque du 28 octobre 2005 à l'Occasion du Cinquantenaire du Centre Juridique Franco-Allemand de l'Université de la Sarre. Baden-Baden 2008, ISBN 3-8329-3328-X.